# Berkswell
Berkswell – wieś w Anglii, w hrabstwie ceremonialnym West Midlands, w dystrykcie metropolitalnym Solihull. Leży 20 km na południowy wschód od miasta Birmingham i 145 km na północny zachód od Londynu. W 2001 miejscowość liczyła 2843 mieszkańców.
We wsi jest stacja kolejowa Berkswell.